# 波森鎮區 (明尼蘇達州耶洛梅德辛縣)
波森鎮區（英語：Posen Township）是位於美國明尼蘇達州耶洛梅德辛縣的一個行政鎮區。

## 歷史
波森鎮區於1879年成立，得名自波蘭城市波茲南（Poznań，德語稱波森（Posen））。

## 地方資料
波森鎮區的面積為93.40平方千米，當中陸地面積為90.90平方千米，而水域面積為2.50平方千米。根據2020年美國人口普查的數據，當地共有人口220人，而人口密度為每平方千米2.36人。